# Blake Pieroni
Blake Pieroni, född 15 november 1995, är en amerikansk simmare.

## Karriär
Vid de olympiska simtävlingarna i Rio de Janeiro 2016 ingick han i det amerikanska lag som vann guld på 4x100 meter frisim. Han deltog dock endast i försöksheaten men tilldelades medalj eftersom USA vann finalen.
Vid världsmästerskapen i simsport 2017 vann Pieroni två guldmedaljer. Han simmade tredjesträckan i finalen för det segrande laget på 4x100 meter frisim samt deltog i försöksheaten för det amerikanska lag som vann 4x100 meter frisim mix.
Vid olympiska sommarspelen 2020 i Tokyo var Pieroni med och tog guld på både 4×100 meter frisim och 4×100 meter medley.